# شهرستان بلد (سومالی)
شهرستان بلد یک منطقهٔ مسکونی در سومالی است که در شبل میانه واقع شده‌است.